# نادر مدانلو
نادر مُدانلو (۱۹۶۱، جویبار - )، بازرگان ایرانی-آمریکایی و بنیانگذار شرکت فاینال آنالیسیس است که در ژوئن ۲۰۱۰ با اتهام از سوی وزارت دادگستری آمریکا برای تأمین سخت‌افزار و فناوری ماهواره‌ای برای ایران و نقض محدودیت‌های صادراتی آمریکا روبه‌رو شد. روزنامه واشینگتن پست، مدانلو را رئیس پیشین یک کمپانی ماهواره‌ای در ایالت مریلند معرفی کرده است.
نادر مدانلو در ایران به دنیا آمده و بعداً به شهروندی ایالات متحده درآمده‌است. وی در محله پوتومک در حومه واشینگتن دی. سی ساکن بوده، اما هم‌اکنون در ایران سکونت دارد.

## اتهامات
وزارت دادگستری آمریکا در سال ۲۰۱۰ نادر مدانلو به همراه ۴ تبعه ایرانی در آمریکا و یک شهروند آمریکایی را متهم به توطئه برای تأمین سخت‌افزار و فناوری ماهواری‌ای برای دولت ایران نمود. او همچنین به نقض محدودیت‌های صادراتی متهم شد که می‌تواند با ۲۰ سال زندان روبرو گردد.
تعقیب قضایی ۶ نفر در آمریکا به اتهام فروش تجهیزات ماهواره به ایران نادر مدانلو شهروند آمریکایی ایرانی‌تبار یکی از متهمان این پرونده است که در صورت اثبات اتهام، حداکثر ۲۰ سال زندان در انتظار او خواهد بود. شش نفر در آمریکا به اتهام فروش تجهیزات ماهواره به دولت ایران تحت تعقیب قضایی قرار گرفتند. به گزارش عصر ایران، یک آمریکایی و پنج ایرانی متهم اند که با دولت ایران در زمینه فعالیت‌های تحقیقات فضایی همکاری داشته‌اند و با تأسیس یک شرکت ساختگی، برخی قطعات، تجهیزات و تکنولوژی‌های مورد نیاز برنامه‌های فضایی ایران را به این کشور انتقال داده‌اند. 
ایران بر اساس قانون تحریم‌های سال ۱۹۹۵ دولت وقت پرزیدنت بیل کلینتون تحت تحریم قرار دارد و شرکت‌ها و افرادی که در برنامه‌های نظامی، نفتی و تکنولوژی‌های با کاربرد دوگانه با ایران همکاری کنند تحت تعقیب قضایی دولت ایالات متحده قرار می‌گیرند. این شش نفر متهم اند که برای یک ماهواره دوربین دار ایران که در سال ۲۰۰۵ پرتاب شد دوربین‌هایی تهیه کرده و در اختیار ایران قرار داده‌اند."نادر مدانلو" شهروند آمریکایی ایرانی تبار یکی از متهمان این پرونده است که در صورت اثبات این اتهام و اتهام پولشویی، حداکثر ۲۰ سال زندان در انتظار او خواهد بود. وی به همراه یک ایرانی دیگر به نام رضا حیدری متهم هستند که مشارکت ایران در فرایند اعلام ورشکستگی شرکت " پراسپکت ته کام " را پنهان کرده‌اند. در ادعانامه این شش تن حداکثر مبلغ ۱۰ میلیون دلار جریمه به همراه ۵ سال زندان برای متهمان درخواست شده است. بر اساس اعلام وزارت دادگستری آمریکا این شش نفر متهم شده‌اند که با تشکیل یک شرکت، تجهیزات و تکنولوژی‌های مورد نیاز ایران در زمینه برنامه‌های فضایی را دریافت و با قیمت میلیون‌ها دلار و از طریق واسطه‌هایی در اختیار ایران قرار می‌داده‌اند. ایران سال هاست که به قوانین تحریم‌های آمریکا عادت کرده و در بسیاری از موارد دور زدن تحریم‌ها با تأسیس شرکت‌هایی ثالث ممکن و میسر شده است. تا کنون ده‌ها پرونده برای شهروندان آمریکایی یا آمریکاییان ایرانی تبار برای انتقال تجهیزات حساس به ایران و به بهانه نقض قوانین تحریم ایران تشکیل شده است.
نادر مدانلو همزمان با توافق هسته ای ایران و آزادی چهار نفر ایرانی امریکایی در ایران به همراه شش ایرانی دیگر در آمریکا آزاد شد.